# Slapshot
Slapshot és un grup estatunidenc de hardcore punk de Boston. La banda ha estat activa durant més de 30 anys, publicant vuit àlbums d'estudi i una sèrie de senzills i EP al llarg de la seva carrera. Tot i els canvis constants en la formació, el seu membre fundador Jack «Choke» Kelly s'ha mantingut com a cantant i líder.

## Història
Slapshot es va fundar el 1985 per Steve Risteen i Mark McKay de Terminally Ill, Jack «Choke» Kelly de Negative FX i Last Rights, i Jonathan Anastas de Decadence i DYS.
El seu primer àlbum, un enregistrament multipista, van ser gravat de nit i es va completar en quatre sessions. Back On The Map va ser publicat per Taang! Records el 1986. L'àlbum de 1993, Blast Furnace, va ser un atansament cap al metal industrial. Slapshot va fer una gira europea aquella primavera i, a la segona data de la gira, va gravar un àlbum en directe a Berlín anomenat Live at SO36.
L'LP Unconsciousness es va enregistrar a Chicago amb Steve Albini, l'exmembre de Big Black i productor de Nirvana. L'agost de 1994, Slapshot va marxar a Europa per a fer una gira de dos mesos amb Ignite i es va publicar un disc de 7 polzades com a promoció. La gira va començar al Festival Hultsfred de Suècia l'11 d'agost i va acabar el 4 d'octubre a Alemanya. Slapshot va fer 50 concerts a 7 països en 54 dies.
El juliol de 1997,Slapshot va fer a Plymouth el que seria el seu darrer concert als Estats Units d'Amèrica (EUA) durant cinc anys. El grup fer una gira per Europa el 1999 i, al desembre, Flat Records (el segell propietat de Ken Casey de Dropkick Murphys) i TKO Records, amb seu a San Francisco, van publicar un àlbum tribut a Slapshot anomenat Boston Drops the Gloves: A Tribute to Slapshot. L'àlbum inclou versions de 22 grups de Boston.
El 2001, Slapshot va publicar un àlbum recopilatori titulat Greatest Hits, Slashes and Crosschecks amb versions regravades i remasteritzades de cançons clàssiques de Slapshot, que inclouen les úniques gravacions de la banda amb David Link al baix i va ser l'últim material gravat amb Mike Bowser a la guitarra. El 26 d'octubre de 2002 Slapshot va fer un concert complet als EUA per primera vegada en més de 5 anys, acompanyat de Blood for Blood, Converge i Reach the Sky.
El 24 d'abril de 2009 es va estrenar la pel·lícula documental Chip On My Shoulder: The Cautionary Tale of Slapshot al Brattle Theatre de Cambridge en el marc de l'Independent Film Festival Boston. Després de la seva estrena, la pel·lícula es va projectar com a part d'un festival hardcore a Toronto, que també va comptar amb actuacions de Negative Approach i Supertouch, i també es va projectar al Salt Lake City Film Festival l'agost de 2009. La pel·lícula va ser dirigida i produïda per Ian McFarland (Blood for Blood) i Anthony «Wrench» Moreschi (Ten Yard Fight) de Killswitch Productions i va ser comercialitzada en DVD per Taang! Records.
El 6 de juny de 2012 es va publicar l'EP de 3 cançons I Believe amb Taang! Records com a l'onzè llançament de Slaphshot amb la discogràfica. El febrer de 2015 el grup va volar als Països Baixos per a fer un concert secret per a la festa d'aniversari d'un amic neerlandès en un bar de Goes.

## Discografia
Àlbums d'estudi
- Step On It (1988, Taang!)
- Sudden Death Overtime (1990, Taang!)
- Blast Furnace (1993, We Bite)
- Unconsciousness (1994, We Bite)
- 16 Valve Hate (1995, Lost and Found)
- Digital Warfare (2003, I Scream)
- Slapshot (2014, Olde Tyme, Brass City Boss Sounds)
- Make America Hate Again (2018, Bridge 9)

EP i compartits
- Back On The Map 12-inch (1986, Taang!)
- Same Mistake / Might Makes Right 7-inch (1988, Taang!)
- Firewalker 7-inch (1990, Taang!)
- Slapshot / Ignite split 7-inch (1994, Lost and Found)
- Olde Tyme Hardcore CD/12" (1996, Century Media)
- The New England Product Session 7-inch (2004, Bridge 9)
- Tear It Down CD/7" (2005, Thorp, Spook City)
- I Believe 7-inch (2012, Taang!)
- Limited Tour Edition 2012 7-inch (2012, S.J.)
- Everything Wants to Kill You 7-inch (2014, Old School Cartel, Brass City Boss Sounds)

Àlbums en directe
- Live at SO36 12-inch/CD (1993, We Bite)
- Live in Germany VHS (1993, We Bite)
- Super Pro Hardcore CD (2005, autoeditat)

Àlbums recopilatoris
- The CD (1989, Taang!)
- Greatest Hits, Slashes And Crosschecks (2001, KINGfisher/Century Media)